# Прстен са ликом Јоакима Вујића
Прстен са ликом Јоакима Вујића додељује Књажевско-српски театар за изузетан допринос развоју Театра и афирмацији његовог угледа у земљи и иностранству.
Прстен се додељује најеминентнијим писцима, глумцима, редитељима, сценографима, композиторима 15. фебруара сваке године, на Дан Књажевско-српског театра из Крагујевца.
Награда носи име Јоакима Вујића, писаца, преводиоца, учитеља страних језика, универзалног позоришног ствараоца и директора првог српског театра основаног у Крагујевцу 1835. године.

## Добитници Прстена са ликом Јоакима Вујића
- 2002. - Љубомир Убавкић Пендула
- 2003. - Марко Николић и Миодраг Марић
- 2004. - Мирко Бабић и Југ Радивојевић
- 2005. - Пјер Валтер Полиц
- 2006. - Милош Крстовић
- 2007. - Владан Живковић
- 2008. - Небојша Брадић
- 2009. - Себастиан Тудор[3]
- 2010. - Драгана Бошковић[4]
- 2011. - Драган Јаковљевић[5]
- 2012. - Горица Поповић[5]
- 2013. - Нада Јуришић[6]
- 2014. - Милан Рус[7]
- 2015. - Снежана Ковачевић[8]
- 2016. - Ивана Вујић[9]
- 2017. - Марина Стојановић[10]
- 2018. - Братислав Славковић[11]
- 2019. - Миодраг Пејковић[12]
- 2020. - Јелена Јањатовић[13]
- 2021. - Анђелка Николић[14]
- 2022. - Владанка Павловић[15]
- 2023. - Милић Јовановић[16]
- 2024. - Иван Видосављевић
- 2025. - Александар Милосављевић

## Галерија
- Мирко Бабић
- Горица Поповић
- Небојша Брадић